# Dei – die ernährungsindustrie
dei – die ernährungsindustrie ist eine zehnmal jährlich erscheinende Fachzeitschrift, die 1973 erstmals als selbständige Zeitschrift herausgegeben wurde und in der Konradin Mediengruppe in Leinfelden-Echterdingen verlegt wird.
Sie berichtet über Verfahren, Anlagen, Apparate und Komponenten für die Nahrungs- und Genussmittelproduktion sowie die Getränkeindustrie. Zu den Themen gehören auch IT-Lösungen, MSR- und Automatisierungstechnik, Analysentechnik, Verpacken, Lagern und Materialfluss, Zusatzstoffe und Food Design sowie aktuelle Wirtschafts- und Unternehmensmeldungen.

## Geschichte
Als der Konradin Verlag am 1. Januar 1972 alle Gesellschaftsanteile des Industrieverlags von Hernhaussen erworben hatte, gehörten dazu auch die beiden wissenschaftlichen Zeitschriften „Erdöl und Kohle Erdgas Petrochemie“ und „fette seifen anstrichmittel“. Beides waren Organe wissenschaftlicher Gesellschaften, die in zahlreichen Forschungs- und Hochschulinstituten und in Industrieunternehmen gelesen wurden.
Eine Teilausgabe von „fette seifen anstrichmittel“ hieß damals bereits DIE ERNÄHRUNGSINDUSTRIE. Diese wurde im Jahr 1973 mit einer Startauflage von 3200 Exemplaren und zunächst vier Ausgaben pro Jahr eine selbstständige Zeitschrift. Die Umstellung auf eine Kennziffer-Fachzeitschrift erfolgte im Herbst 1974 mit einer Auflage von 5800 Exemplaren.
Heute geht die Zeitschrift in einer Auflage von rund 10.000 Exemplaren an Unternehmen der Nahrungs- und Genussmittelindustrie sowie der Getränkeindustrie und des dazugehörigen Anlagen- und Apparatebaus. Mit Themenspecials zu Grund- und Zusatzstoffen, Getränkekonzepten, Food-Design, Nahrungsergänzungsmitteln und Functional Food wird seit einigen Jahren auch diesem wichtigen Bereich Rechnung getragen.

## Zusatzaktivitäten
In Kooperation mit der Koelnmesse wurde in den Jahren 2006 und 2009 ein Special Ingredients in einer Auflage von 15.000 Exemplaren herausgegeben mit Verbreitung auf den Messen Prosweets und Anuga Food Tec. Das Special lag auch der jeweiligen Jahreserstausgabe der Zeitschrift dei – die ernährungsindustrie bei.
Gemeinsame Specials zu den Themen „Hygienic Design“, „Energie+Prozess“, „Verpacken und Kennzeichnen“ und „Dosieren Fördern Mischen Aufbereiten“ werden regelmäßig mit der Fachzeitschrift cav chemie-anlagen+verfahren aufgelegt. Zu ausgewählten Messen werden mit der Fachzeitschrift cav chemie-anlagen+verfahren und Pharmaproduktion gemeinsame Messeguides herausgebracht.
Der Internetauftritt bietet seit 1998 Zugriff auf die Heftinhalte. 2009 wurde die Homepage zum Fachportal für die Nahrungs- und Genussmittelindustrie sowie die Getränkeherstellung mit tagesaktuellen News, Fachinformationen, Literaturvorstellungen und Terminen für die Branche ausgebaut. Seit Juni 2011 ist das Fachportal für die Nahrungs- und Genussmittelindustrie sowie die Getränkeherstellung Teil des Wissensportals für die Prozessindustrie Prozesstechnik-online.de. Neben den Schwerpunktthemen Chemie, Pharma und Food berichtet es auch zu Querschnittsbereichen wie Energie, Umwelt und Wissen.